# Сибирский государственный индустриальный университет
Сибирский государственный индустриальный университет (СибГИУ; с 1930 по 1933 — СИЧМ, 1933—1994 — СМИ им. Орджоникидзе) — техническое высшее учебное заведение, расположенное в Новокузнецке.
В 2023 году занял 64 место в рейтинге сайта HeadHunter.
По показателям трудоустройства СибГИУ в 2023 году оказался в первой десятке вузов России.
80 % выпускников СибГИУ успешно трудоустраиваются, а порядка 70 % находят работу по специальности во время учёбы.Среди известных выпускников Университета — бизнесмены из списка Forbes, спортсмены (6 чемпионов Европы и один чемпион мира), а также политические и государственные деятели, научные сотрудники, ведущие менеджеры, предприниматели и т. п.
По состоянию на 2023 год в структуру СибГИУ входило 10 институтов, 17 научных центров, 1 колледж, 25 кафедр, а также 15 программ среднего профессионального образования, 4 образовательные программы специалитета, 34 программы бакалавриата, 10 программ аспирантуры, 20 программ магистратуры, и 83 основные образовательные программы.
Университет ведёт подготовку по 29 направлениям. Абитуриентам предлагается 1590 бюджетных мест.
В Университете обучаются 9500 студентов, из них 550 — иностранных
Вуз состоит из главного корпуса (по ул. Кирова), горно-металлургического корпуса (по пр. Бардина), спорткомплекса, блока поточных аудиторий, блока тяжёлых лабораторий, культурного центра, столовой, общежитий.

## История
Вуз был создан 23 июля 1930 года решением Совета народных комиссаров СССР и Центрального Исполнительного Комитета СССР на базе специальности «Металлургия чёрных металлов» Томского технологического института для подготовки профессиональных кадров для строящегося Кузнецкого металлургического комбината. Осенью 1931 года по предложению академика И. П. Бардина переведён в Новокузнецк и размещён на верхней Колонии, а затем переехал в специально построенное здание по адресу Рудокопровая ул., 49.
В конце октября 1931 года на площадку строившегося Кузнецкого металлургического комбината (КМК) прибыли 22 преподавателя и 280 студентов из Томска. Первые два года занятия проходили во временных бараках, выстроенных студентами, и здании ФЗУ. Одновременно с 1932 г. силами студентов и сотрудников велось строительство учебного корпуса института. Здание было построено к 1 октября 1933 г. Тогда же СИЧМ был переименован в Сибирский Металлургический институт имени Серго Орджоникидзе (СМИ).
Согласно справке ректора СМИ И. Матюшина от 21 ноября 1939 г., здание института сдавалось в эксплуатацию по частям: первый корпус был пущен 1 октября 1933 г., второй — в 1935 г., третий — в 1938 г. и четвёртый, в котором располагались мастерские института, 21 ноября 1939 г. Здание рассчитано на вместимость в одну смену 1000 человек. На небольшой территории, примыкающей к СМИ, было сконцентрировано больше всего монументальных скульптур: здесь возвышались статуи вождей (В. И. Ленина и И. В. Сталина), а также монумент С. Орджоникидзе, имя которого носил институт. Перед войной СМИ стал одним из крупнейших вузов Сибири.
В 1930—1933 годах — Сибирский государственный институт чёрных металлов. Первоначально состоял из металлургического и технологического факультетов.
В 1933—1994 годах — Сибирский государственный металлургический институт имени Серго Орджоникидзе. Во время Великой Отечественной войны институт располагался в доме культуры для детей. Временно в университете работали эвакуированные преподаватели и студенты . Появились горный (1949) и строительный (1960) факультеты. Проводится строительство кампуса — главного (1965) и металлургического (1985) корпусов. Появились Электрометаллургический (1965), экономический (1995) факультеты, а также — факультет автоматизации (1995).
В 1994—1997 годах — Сибирская государственная горно-металлургическая академия (СибГГМА).
С 1998 года — Сибирский государственный индустриальный университет (СибГИУ).
К началу 2010 общий выпуск составил 68 683 человек.
По состоянию на 2023 год состоит из 10 институтов.

## Официальные названия вуза в разное время
- Сибирский институт чёрных металлов (с 1930 по 1933 гг.);
- Сибирский металлургический институт имени Серго Орджоникидзе (с 1933 по 1994 гг.);
- Сибирская государственная горно-металлургическая академия (с 1994 по 1997 гг.);
- Государственное образовательное учреждение высшего профессионального образования «Сибирский государственный индустриальный университет» (с 1998 по 2011 гг.);
- Федеральное государственное бюджетное образовательное учреждение высшего профессионального образования «Сибирский государственный индустриальный университет» (с 2011 по 2016 гг.);
- Федеральное государственное бюджетное образовательное учреждение высшего образования «Сибирский государственный индустриальный университет» (с 2016 г.).

## Структура вуза

### Институты
Сейчас в университете действуют следующие учебные институты и кафедры:
Год образования: 2011 (1960—2011 — Строительный факультет)
Директор: Зоря Ирина Васильевна (канд. тех. наук, доцент)
Кафедры:
- Кафедра архитектуры
- Кафедра инженерных конструкций, строительных технологий и материалов
- Кафедра теплогазоводоснабжения, водоотведения и вентиляции

Год образования: 2011 (1948—2011 — Горный факультет)
Директор: Прошунин Юрий Евгеньевич (д-р тех. наук, профессор)
Кафедры:
- Кафедра геологии, геодезии и безопасности жизнедеятельности
- Кафедра геотехнологии
- Кафедра открытых горных работ и электромеханики

Год образования: 2011 (1995—2011 — Факультет автоматики, информатики и электромеханики + 2006—2011 — Факультет информационных технологий)
Директор: Зимин Алексей Валерьевич (д-р тех. наук, доцент)
Кафедры:
- Кафедра автоматизации и информационных систем
- Кафедра прикладной математики и информатики
- Кафедра прикладных информационных технологий и программирования
- Кафедра электротехники, электропривода и промышленной электроники

Год образования: 2011 (1960—2003 — Механический факультет, 2003—2011 — Транспортно-механический факультет)
Директор: Кольчурина Ирина Юрьевна, кандидат технических наук, доцент
Кафедры:
- Кафедра менеджмента качества и инноваций
- Кафедра механики и машиностроения
- Кафедра транспорта и логистики

Год образования: 2010 (1930—2010 — Металлургический факультет + 1939—2010 — Факультет обработки металлов давлением и металловедения + 1972—2010 — Факультет электротермических технологий)
Директор: Уманский Александр Александрович, доктор технических наук, доцент
Кафедры:
- Кафедра металлургии чёрных металлов и химической технологии
- Кафедра обработки металлов давлением и металловедения ЕВРАЗ ЗСМК
- Кафедра теплоэнергетики и экологии

Год образования: 2014 (до 2014 — Факультет физической культуры, здоровья и спорта)
Директор: Костерев Вадим Борисович
Кафедры:
- Кафедра физического воспитания
- Кафедра физической культуры и спорта

Подразделения:
Шахматный клуб имени Н. В. Толстогузова
Студенческий спортивный клуб «Металлург-Университет»
Год образования: 2014 (до 2014 — Естественнонаучный факультет, с 2014—2019 Институт фундаментального образования)
Директор: Шимлина Елена Владимировна (д-р. пед. наук, доцент)
Кафедры:
- Кафедра дошкольного и начального образования
- Кафедра естественнонаучных дисциплин имени профессора В. М. Финкеля
- Кафедра непрерывного педагогического образования и методики обучения
- Кафедра социально-гуманитарных дисциплин
- Кафедра филологии

Год образования: 2010 (1995—2010 — Экономический факультет)
Директор: Феоктистов Андрей Владимирович, кандидат экономических наук, доцент
Кафедры:
- Кафедра менеджмента и территориального развития.
- Кафедра экономики и устойчивого развития бизнеса.

Год образования: 2017
Директор: Дунина-Седенкова Елена Геннадьевна (канд. пед. наук, доцент)
После получения диплома о среднем профессиональном образовании СибГИУ можно продолжить обучение по программам бакалавриата и специалитета, в том числе в ускоренные сроки обучения (без сдачи ЕГЭ, по результатам вступительных экзаменов, проводимых университетом самостоятельно).
Директор: Морин Сергей Викторович, кандидат технических наук, доцент
Подразделения:
Центр довузовской подготовки
Центр дополнительного профессионального образования
Центр стратегического партнёрства и практик
Учебный центр охраны труда и промышленной безопасности
Региональный учебно-консультационный методический центр содействия трудоустройству выпускников «Карьера»
Год образования: 2014

## Аспирантура
СибГИУ ведёт набор на обучение по образовательным программам высшего образования — программам подготовки научных и научно-педагогических кадров в аспирантуре.
1.3.8. Физика конденсированного состояния
2.1.5. Строительные материалы и изделия
2.3.3. Автоматизация и управление технологическими процессами и производствами
2.3.4.Управление в организационных системах
2.4.2.Электротехнические комплексы и системы
2.5.8. Сварка, родственные процессы и технологии
2.6.1. Металловедение и термическая обработка металлов и сплавов.
2.6.2.Металлургия чёрных, цветных и редких металлов
2.8.6.Геомеханика, разрушение горных пород, рудничная аэрогазодинамика и горная теплофизика.
2.8.8.Геотехнология, горные машины.
5.2.3.Региональная и отраслевая экономика
2.5.1.Машины, агрегаты и технологические процессы.
2.5.22 Управление качеством продукции, стандартизация, организация производства.
2.6.4. Обработка металлов давлением
2.6.17 Материаловедение

## Докторантура
Докторантура Сибирского государственного индустриального университета обеспечивает подготовку научных и научно-педагогических кадров для научной, научно-педагогической, производственной сфер деятельности.
Подготовка осуществляется по трём научным специальностям:
| Шифр специальности | Область науки, группа специальностей, специальность       | Отрасль науки, по которой присуждается учёная степень |
| 2                  | Технические науки                                         |                                                       |
| 2.6                | Химические технологии, науки о материалах, металлургия    |                                                       |
| 2.6.1              | Металловедение и термическая обработка металлов и сплавов | Технические                                           |
| 2.6.2              | Металлургия чёрных, цветных и редких металлов             | Технические                                           |
| 2.6.4              | Обработка металлов давлением                              | Технические                                           |

Приём документов в докторантуру идёт в течениё всего года. Конкурсный отбор проводится с 1 марта по 15 апреля и с 1 октября по 15 ноября.

## Научные школы
(перечень утверждён решением учёного совета 27 октября 2022 г., протокол № 2)
- «Закономерности формирования месторождений осадочного комплекса полезных ископаемых» (Гутак Я. М.)
- «Информационно-материальные технологии в электромеханических системах горно-металлургического комплекса»(Островлянчик В.Ю.)
- «Математическое моделирование, создание прикладных инструментальных систем и новых металлургических процессов и агрегатов на принципах самоорганизации» (Рыбенко И. А.)
- «Новые металлические материалы и технологии их обработки» (Афанасьев В. К.)
- «Прочность и пластичность материалов в условиях внешних энергетических воздействий» (Громов В. Е.)
- «Развитие теории и разработка ресурсо- и энергосберегающих технологий производства чёрных металлов с использованием техногенных отходов» (Протопопов Е. В.)
- «Ресурсосберегающие технологии производства новых строительных материалов, строительства и реконструкции предприятий» (Столбоушкин А. Ю.)
- «Создание и применение наноматериалов в металлургии, химической технологии и машиностроении» (Ноздрин И. В.)
- «Создание интенсивных нетрадиционных информационно-материальных технологий добычи и переработки минерального сырья» (Фрянов В. Н.)
- «Теория и практика ресурсосберегающих технологий получения высококачественного литья из чёрных и цветных сплавов» (Деев В. Б.)
- «Теория и практика систем автоматизации управления на базе натурно-модельного подхода» (Мышляев Л. П., Грачёв В. В.)
- «Теория и практика систем с многовариантной структурой управления организационными и технологическими объектами» (Кулаков С. М., Зимин В. В.)
- «Теория и практика электрометаллургии стали и ферросплавов» (Нохрина О. И., Козырев Н. А.)
- «Теория структуры механических систем и практика её использования при синтезе сложных машин, включая горные и металлургические» (Дворников Л. Т., Гудимова Л. Н.)
- «Экономика, организация производства, планирование и управление на предприятиях» (Петрова Т. В.)
- «Энерго- и ресурсосберегающие технологии нагрева и обработки давлением металлов и сплавов» (Перетятько В. Н.)[14]

### НТБ СибГИУ
НТБ СибГИУ предоставляет доступ к своим книгам, не только студентам, но школьникам

## Рейтинги
- «Индекс изобретательской активности российских университетов — 2023». Позиция в рейтинге 51-100. Суммарный балл 19,2. Востребованность 15,6, качество 55,6[16].
- Национальный рейтинг Интерфакс. Место 302—306 с показателем 326 баллов. В разделе «Инновации» — 175 место. «бренд» — 140—142, «образование» — 303 место.[17]
- SCImago Institutions Rankings (SIR) — 147 место.
- Рейтинг медийной активности вузов — 122 место.[18]
- hh.ru: СибГИУ стал лучшим вузом Кузбасса по успешности трудоустройства выпускников.[19]
- Общественный совет при Минобрнауки: кузбассовцы назвали СибГИУ лучшим вузом региона[20]
- hh.ru: Университет стал лучшим вузом Кузбасса[21]

## Международное сотрудничество
- Июнь 2023 — заключение трёхстороннего соглашения между СибГИУ, Сианьским НИИ угля и Сианьским техническим университетом. В документе говорится, что совместные исследования, программы обмена студентами, лекции, обмен методическими материалами, станут регулярными для китайской и российской сторон.
- «Лаборатория в СибГИУ будет „зеркальной“: то есть такая же, как у Сианьский НИИ угля. Накануне приезда этой авторитетной компании, к нам приезжала другая китайская делегация и демонстрировала принципиально новое бурение ради дегазации. А у нас есть своя метода, не хуже. Если будем рассматривать проблему вот так — под разными углами, то сможем выработать что-то более совершенное. Главное в этом деле — изучение и анализ, коллегиальность и самостоятельность. Для СибГИУ открывается великолепное поле для взаимодействия: в науке, образовании, инновационных продуктах. Главное, что этот инструментарий — подписание соглашений, делается не ради соглашений, не ради галочки, рейтингов и мониторингов. Он нужен для реальной разработки совместных инновационных продуктов и технологий. Сегодня для нас это приоритетная повестка», — рассказал ректор СибГИУ Алексей Юрьев[22].
- Июль 2023 — договор между СибГИУ и Институтом высоких технологий Академии наук (КНР). Два научных центра будут проводить совместные исследовательские и внедренческие работы, итогом которых станет создание насоса-активатора.«Разработанный насос-активатор позволяет снизить вязкость и повысить стабильность водоугольной суспензии, направляемой на газификацию», — сообщил профессор СибГИУ Василий Мурко[23].
- Июль 2023 — научно-технический холдинг «Великий шёлковый путь и международное образование» (Гуандун, КНР) обсудили условия сотрудничества, по которому в Кузбасс приедут китайские студенты.

«Для нас важно взаимодействие с дружественными странами. Студенты из Китая смогут получить не только образование в нашем вузе, но выучить русский язык, и быть полезными на стройках народного хозяйства как у себя на родине, так и у нас», — подчеркнул Юрьев.
Со своей стороны председатель правления образовательного и научно-технического холдинга Шао Давэй сообщил, что ими активно продвигаются курсы русского языка и культуры в Китае.

«Получение технического образования в СибГИУ, а также хорошее знание русского языка поможет увеличить объём торговли между КНР и Россией», — добавил он.
- Август 2023 — СибГИУ и образовательная корпорация из КНР (Boya International Education Technology Co, Ltd., Пекин) запустят совместные образовательные программы.

«Партнёром со стороны Китая выступит Яньтайский университет (Yantai University, КНР) из провинции Шаньдун. Ожидается, что университеты запустят две совместные образовательные программы: прикладная математика и информатика и химическая технология неорганических веществ», — сообщила агентству начальник управления международной деятельности СибГИУ Ольга Гутак.
Гутак добавила, что в 2023 году СибГИУ заключил семь договорённостей с корпорациями из КНР. Кроме того, с 2006 года в вузе действует Центр китайского языка и культуры.

## Ректоры

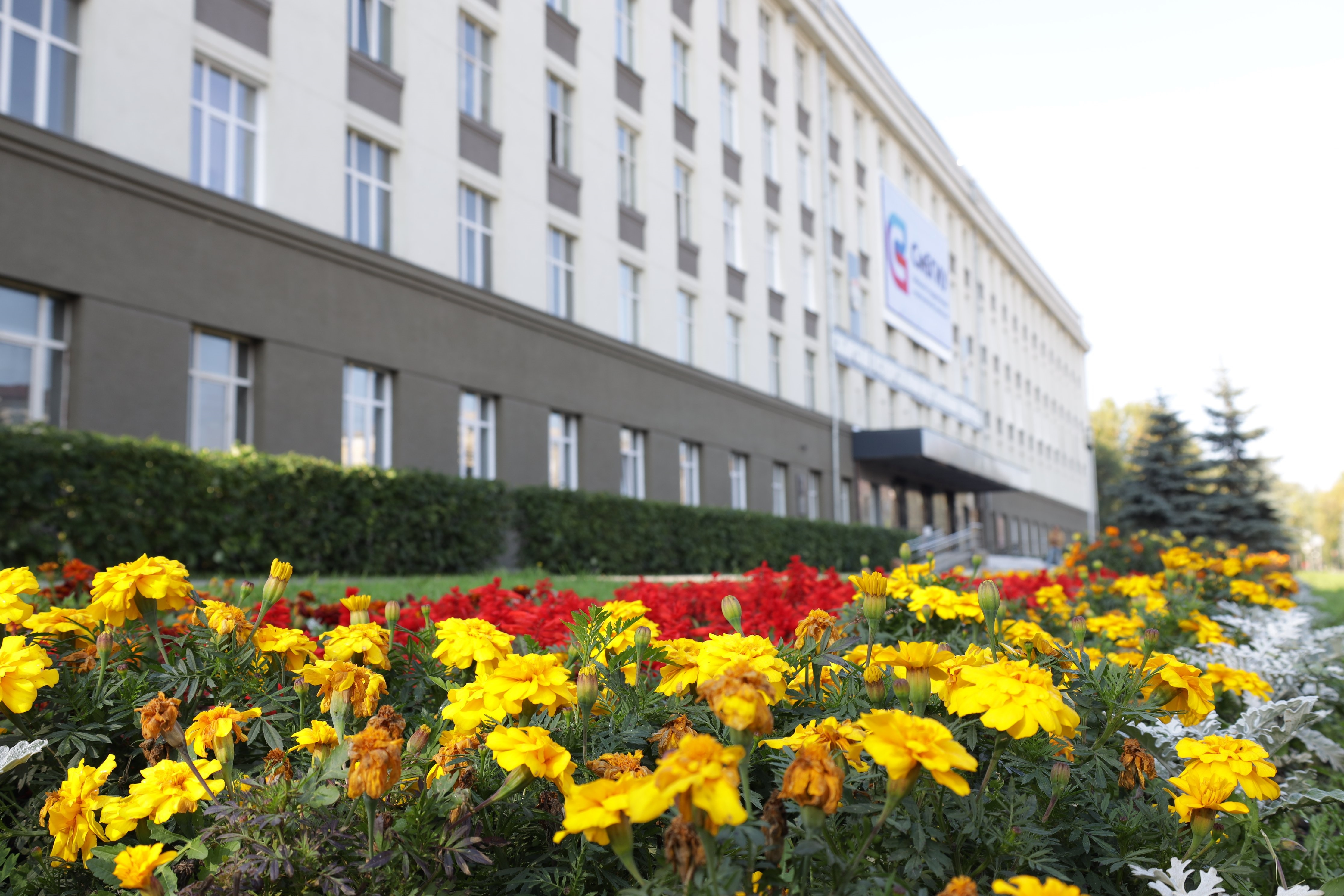
Главный корпус СибГИУ

- Гутовской, Николай Владимирович (1929—1930);
- Брюховецкий Н. Н. (1930—1931);
- Забарский Н. (1931—1932);
- Болтенко, Пётр Семёнович (1931—1932);
- Дехтярь, Арон Яковлевич (1932—1939);
- Горшенин, Дмитрий Гаврилович (1939—1943);
- Вяткин, Егор Тимофеевич (1943—1945);
- ак Полухин, Пётр Иванович (1945—1952);
- Куницын, Николай Михайлович (1952—1962);
- Суворов, Иван Капитонович (1962—1966);[25]
- Толстогузов, Николай Васильевич (1966—1989);
- Кулагин, Николай Михайлович (1989 — июль 2008);
- Мочалов, Сергей Павлович (июль 2008 — июль 2013);
- Протопопов, Евгений Валентинович (20 июля 2013 −6 августа 2020);
- Юрьев, Алексей Борисович (с 6 августа 2020).

## Известные преподаватели
- Зарвин, Евгений Яковлевич — профессор кафедры металлургии стали.
- Шамовский, Илья Хононович — профессор кафедры металлургии чугуна.
- Грдина, Юрий Вячеславович — профессор кафедры физики металлов.
- Михайленко, Юрий Егорович — к.т. н., доцент кафедры теплофизики и промышленной экологии.
- Самарин, Александр Михайлович — академик АН СССР. Основатель кафедры электрометаллургии стали. Работал в СМИ во время войны. Ректор МИСИС.
- Дворников, Леонид Трофимович — академик Академии Наук Киргизской республики, руководитель научной школы. Профессор кафедры теории механизмов и машин.
- Грузинов, Владимир Константинович — академик АН Казахской ССР, металловед.
- Цымбал, Валентин Павлович — профессор кафедры Информационных технологий в металлургии.
- Масловский, Пётр Модестович — лауреат Государственной премии СССР. Профессор кафедры автоматизации металлургического производства
- Авдеев, Виталий Павлович — лауреат Государственной премии СССР. Профессор кафедры автоматизации металлургического производства.
- Мышляев, Леонид Павлович — проректор по науке с 2008 по 2013 года. Профессор кафедры автоматизации и информационных систем.
- Громов, Виктор Евгеньевич — руководитель научной школы. Заведующий кафедры естественнонаучных дисциплин им. В. М. Финкеля.
- Финкель, Виктор Моисеевич — профессор кафедры физики в 1960-х годах.
- Жеребин, Борис Николаевич — Герой Социалистического Труда, профессор кафедры металлургии чугуна.

## Награды
- В 1980 году за заслуги в подготовке квалифицированных специалистов и развитие научных исследований СибГИУ был награждён орденом Трудового Красного Знамени
- 19 июля 2015 Университету вручили орден Почёта Кузбасса. Награда была приурочена к 85-летнему юбилею старейшего учебного заведения региона.

Оба ордена помещены на фасад университета.

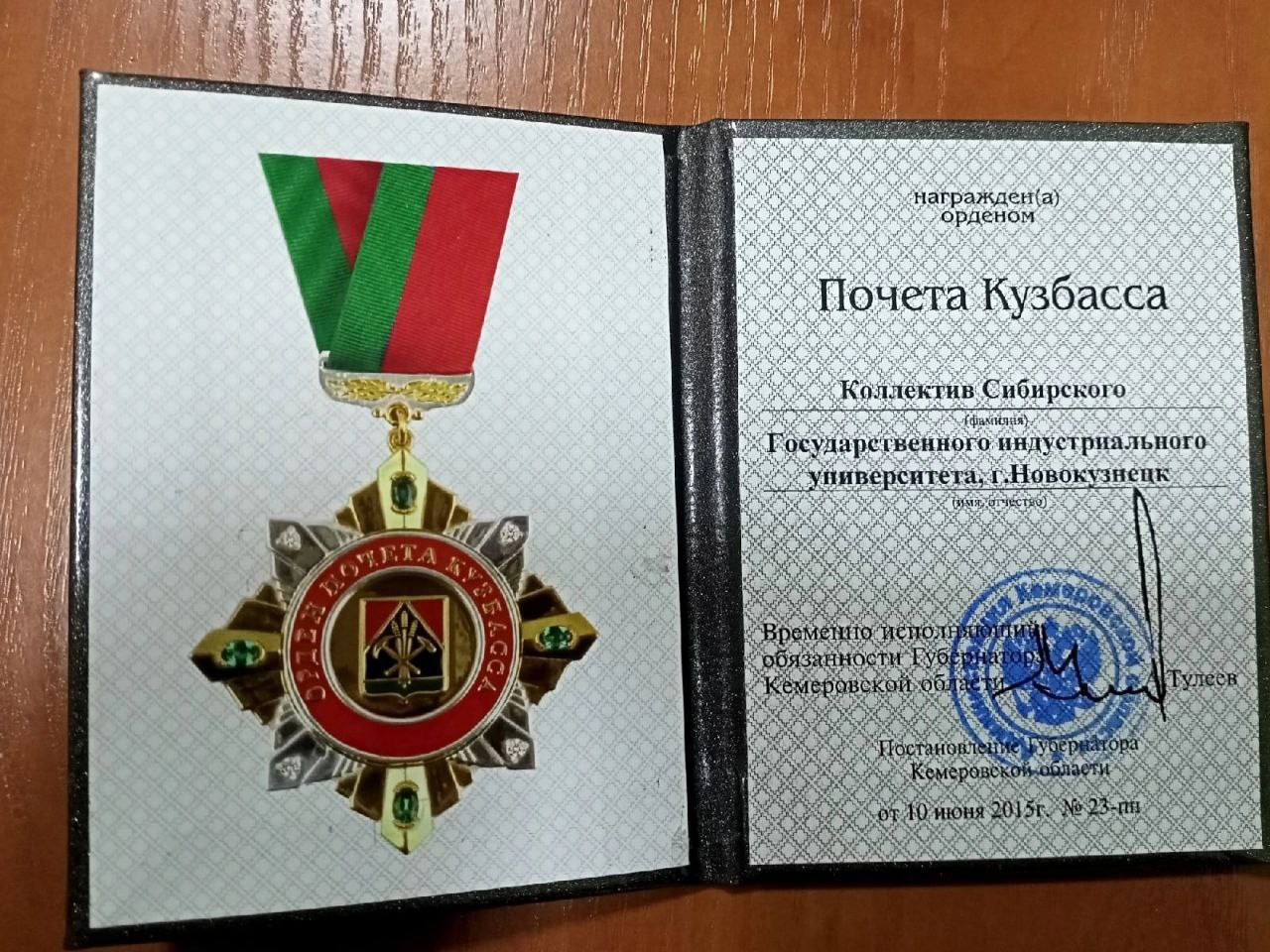
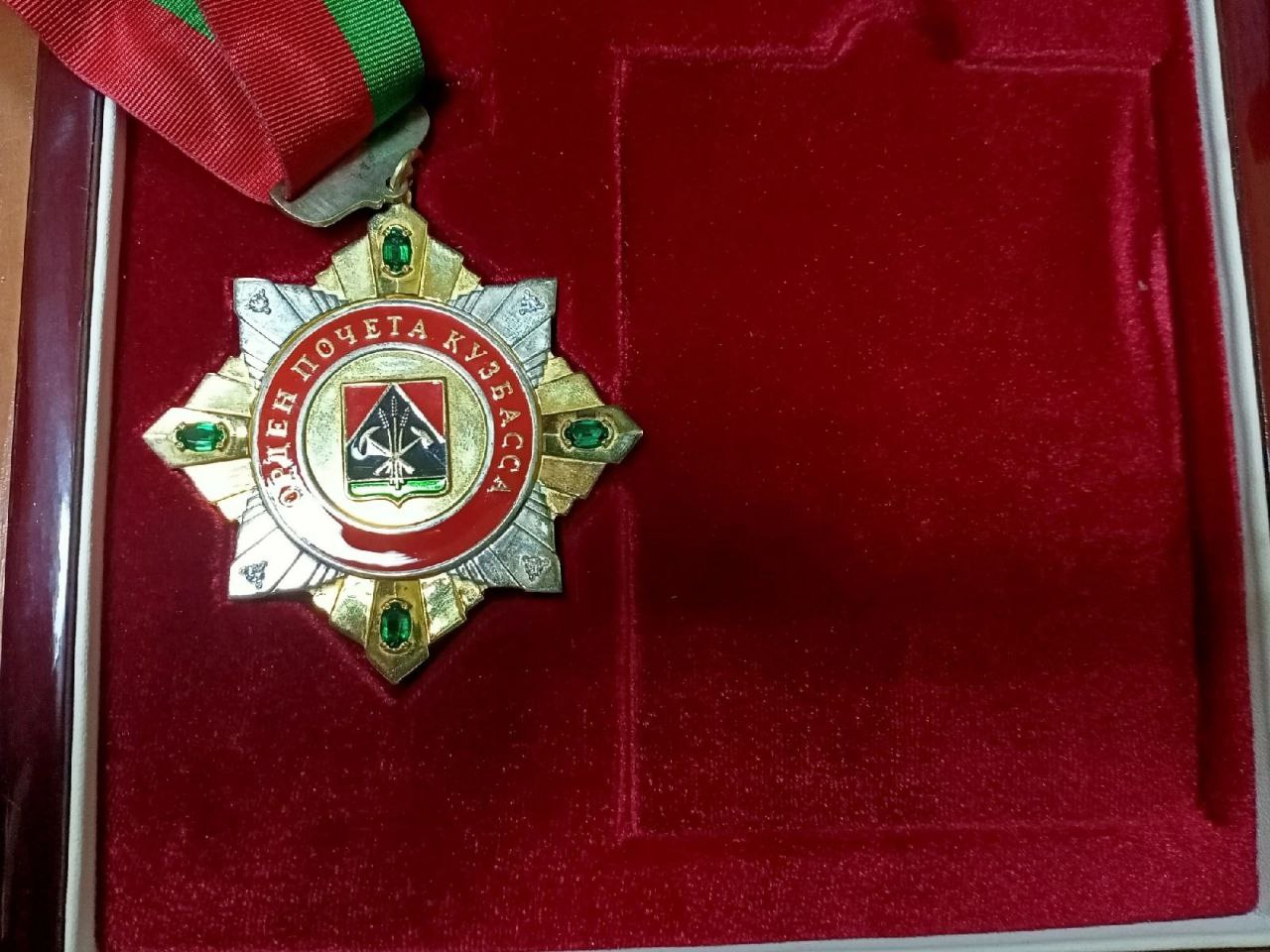
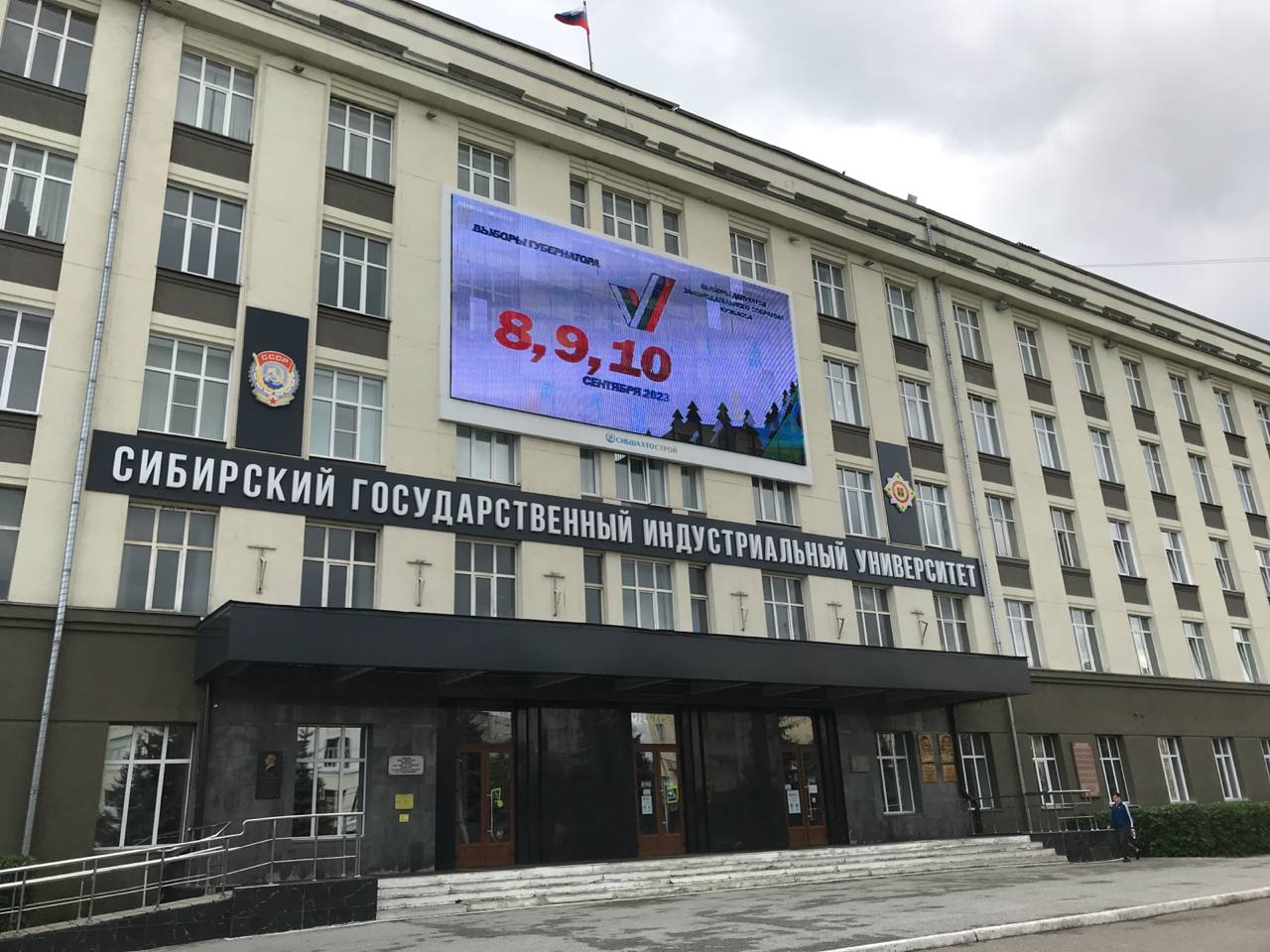